# De Naald (Heemstede)
De Naald (que en neerlandés quiere decir: La Aguja) es un monumento conmemorativo en Heemstede, Países Bajos, erigido en 1817 por el Ayuntamiento para conmemorar dos batallas en el camino Manpad cercano al sitio. Consiste en un obelisco situado en la esquina de la Manpad y Herenweg, en la propiedad que pertenece a la finca 'Huis te Manpad'.
De Naald es el nombre que los lugareños han dado al monumento. La "aguja" a menudo se ha confundido con la marca fronteriza entre Heemstede y Bennebroek, pero en realidad la frontera está más al sur.